# Harvey Friedman
Pour les articles homonymes, voir Friedman.
Harvey Friedman (23 septembre 1948) est un mathématicien logicien à l'université d'État de l'Ohio. Il est particulièrement connu pour ses travaux de mathématiques à rebours : un projet pour « remonter aux axiomes » à partir des théorèmes principaux des mathématiques. Ces dernières années, il travaille sur un projet de livre qui regroupe l'ensemble de ses recherches, intitulé Boolean Relation Theory, afin de démontrer la nécessité des axiomes de grands cardinaux pour la démonstration de certaines propositions.
Harvey Friedman a obtenu son Ph. D. en soutenant une thèse sur les sous-systèmes de l'analyse, sous la direction de Gerald Sacks.
Son frère Sy Friedman est également logicien.

## Prix et distinctions
En 2002, il est Gödel Lecturer avec une conférence intitulée Issues in the foundations of mathematics.